# Nils Düwell
Nils Düwell (* 11. Januar 1966 in Greifswald) ist ein deutscher Fernseh- und Theaterschauspieler sowie Theaterregisseur.

## Leben
Nils Düwell wurde 1966 in Greifswald geboren. In Rostock machte er sein Abitur, ehe er später an der Hochschule für Schauspielkunst „Ernst Busch“ Berlin bis 1992 studierte. Erste Engagements führten ihn u. a. an das Berliner Ensemble, Deutsche Nationaltheater in Weimar sowie das Staatstheater Schwerin. Von 1998 bis 2004 war er bei den Störtebeker-Festspielen auf der Insel Rügen als Gegenspieler von Klaus Störtebeker zu sehen.
Als Theaterregisseur inszenierte Düwell u. a. in Weimar, Bern und Neustrelitz. Am Deutsch-Sorbischen Volkstheater in Bautzen kam sein Stück Romeo und Julia auf Bautzen II im bekannten ehemaligen Stasi-Gefängnis zur Uraufführung. 2005 war Düwell an der Entwicklung des Theaters Klosterruine Boitzenburg beteiligt, wo im ersten Jahr Die Drei Musketiere – Die Juwelen der Königin zur Aufführung kam. Seit 2006 ist Düwell Intendant der Müritz-Saga, die seither jedes Jahr in Waren (Müritz) stattfindet. Düwell führt hier auch die Regie.
Neben seinem Wirken fürs Theater spielte Düwell auch verschiedene Rollen in Film und Fernsehen, neben kleineren Nebenrollen in Fernsehfilmen waren dies z. B. Gastrollen in Polizeiruf 110, Alarm für Cobra 11, Tatort, Im Namen des Gesetzes, SOKO Wismar oder Fleming.
Nils Düwell ist verheiratet, hat Kinder und wohnt in Waren (Müritz).

## Filmografie (Auswahl)
- 1993: Polizeiruf 110 – Blue Dream – Tod im Regen (Fernsehreihe)
- 1997: Lea Katz – Die Kriminalpsychologin: Einer von uns (Fernsehfilm)
- 1998: Tod auf Amrum (Fernsehfilm)
- 2000: Liebe und andere Lügen (Fernsehfilm)
- 2000: Ein starkes Team – Tödliche Rache
- 2001: Tatort – Hasard! (Fernsehreihe)
- 2004: Das Kommando (Fernsehfilm)
- 2004: Die Stunde der Offiziere (Fernsehfilm)
- 2005: Alarm für Cobra 11 – Die Autobahnpolizei (Fernsehserie)
- 2006: Eine Frage des Gewissens (Fernsehfilm)
- 2007: Tatort – Liebeshunger (Fernsehreihe)
- 2008: Polizeiruf 110 –  Geliebter Mörder (Fernsehreihe)
- 2008: Wir sind das Volk – Liebe kennt keine Grenzen (Fernsehfilm)
- 2011: Ein starkes Team – Gnadenlos
- 2013: Polizeiruf 110 – Der verlorene Sohn (Fernsehreihe)
- 2020: Tatort: Unter Wölfen